# Фонтиш (Санта-Марта-ди-Пенагиан)
Фонтиш (порт. Fontes) — район (фрегезия) в Португалии, входит в округ Вила-Реал. Является составной частью муниципалитета Санта-Марта-ди-Пенагиан. По старому административному делению входил в провинцию Траз-уш-Монтиш и Алту-Дору. Входит в экономико-статистический субрегион Доуру, который входит в Северный регион. Население составляет 1087 человек на 2001 год. Занимает площадь 16,42 км².
Покровителем района считается Иаков Зеведеев (порт. São Tiago).